# 奥运来了
《奥运来了》，是中国中央电视台新闻频道的一档栏目，主持人是王小节。 
《奥运来了》首播于2006年4月22日， 距2008年北京奥运839天之际，每周播出一集，每集20分钟，包括《动态扫描》、《聚焦2008》、《我和2008》、《一起来奥运》、《奥运记忆》等。